# مسجد نو بازار
مسجد نو بازار مربوط به دوره قاجار است و در اصفهان، خیابان عبد الرزاق، کوی مسجد نو واقع شده و این اثر در تاریخ ۱ اردیبهشت ۱۳۷۷ با شمارهٔ ثبت ۱۹۹۷ به‌عنوان یکی از آثار ملی ایران به ثبت رسیده‌است.